# Boeing 747-300 Trijet
Il Boeing 747-300 Trijet è stato un progetto che prevedeva la rivisitazione del 747, montando soli tre motori, al contrario delle altre varianti che ne montavano 4.
Nasce negli anni 60-70 del 1900 per competere con il Lockheed L1011 ed il McDonnell Douglas DC-10, ma due problemi principali causarono il fallimento del progetto: problemi strutturali e l'addestramento dei piloti. Boeing infatti pensava di riuscire a mantenere minime le differenze tra il 747 trimotore e quello quadrimotore e quindi anche la formazione necessaria per pilotarlo, ma così non fu.

## Storia del progetto

### Idea
Negli anni 60 del 1900, Boeing pianificava di rendere il suo 747 trimotore, creando la variante "trijet" per competere con gli allora utilizzatissimi McDonnell Douglas DC10 e Lockheed L-1011 Tristar.

### Fallimento
Il progetto non arrivò mai alla fase di test in quanto richiedeva una riprogettazione delle ali ed uno studio per il posizionamento del motore in coda. I piloti inoltre avrebbero avuto bisogno di un ulteriore addestramento in quanto la guida e la gestione non erano quelle di un normale 747 quadrimotore. Per esigenze progettuali, quindi, lasciarono i quattro motori ma accorciarono l'esistente versione del 747, creando il 747SP, che riprendeva lo scopo del 747-300 Trijet ed entrò in servizio nel 1976. Sono 6 i 747SP ancora in servizio.